# Bobsleeën op de Olympische Winterspelen 1994
Bobsleeën is een van de sporten die beoefend werden tijdens de Olympische Winterspelen 1994 in Lillehammer.

## Heren

### 2-mansbob
| rang   | sporter(s)                       | land     | tijd    |
| ------ | -------------------------------- | -------- | ------- |
| Goud   | Gustav Weder Donat Acklin        | SUI - I  | 3:30.81 |
| Zilver | Reto Götschi Guido Acklin        | SUI - II | 3:30.86 |
| Brons  | Günther Huber Stefano Ticci      | ITA - I  | 3:31.01 |
| 4      | Rudolf Lochner Markus Zimmermann | GER - I  | 3:31.78 |
| 5      | Hubert Schösser Thomas Schroll   | AUT - I  | 3:31.93 |
| 6      | Mark Tout Lennox Paul            | GBR - I  | 3:32.15 |
| 7      | Pierre Lueders David MacEachern  | CAN - I  | 3:32.18 |
| 7      | Jiří Džmura Pavel Polomský       | CZE - I  | 3:32.18 |
|        |                                  |          |         |
| 24     | Rob Geurts Robert de Wit         | NED - I  | 3:35.07 |

### 4-mansbob
| rang   | sporter(s)                                                        | land     | tijd    |
| ------ | ----------------------------------------------------------------- | -------- | ------- |
| Goud   | Harald Czudaj Karsten Brannasch Olaf Hampel Alexander Szelig      | GER - II | 3:27.78 |
| Zilver | Gustav Weder Donat Acklin Kurt Meier Domenico Semeraro            | SUI - I  | 3:27.84 |
| Brons  | Wolfgang Hoppe Ulf Hielscher René Hannemann Carsten Embach        | GER - I  | 3:28.01 |
| 4      | Hubert Schösser Gerhard Redl Harald Winkler Gerhard Haidacher     | AUT - I  | 3:28.40 |
| 5      | Mark Tout George Farrell Jason Wing Lennox Paul                   | GBR - I  | 3:28.87 |
| 6      | Kurt Einberger Thomas Bachler Carsten Nentwig Martin Schützenauer | AUT - II | 3:28.91 |
| 7      | Christian Meili René Schmidheiny Gerrold Löffler Christian Reich  | SUI - II | 3:29.33 |
| 8      | Sean Olsson John Herbert Dean Ward Paul Field                     | GBR - II | 3:29.41 |

## Medaillespiegel
| rang | land        | goud | zilver | brons | totaal |
| ---- | ----------- | ---- | ------ | ----- | ------ |
| 1    | Zwitserland | 1    | 2      | 0     | 3      |
| 2    | Duitsland   | 1    | 0      | 1     | 2      |
| 3    | Italië      | 0    | 0      | 1     | 1      |
|      |             | 2    | 2      | 2     | 6      |